# 克里奧耳豬

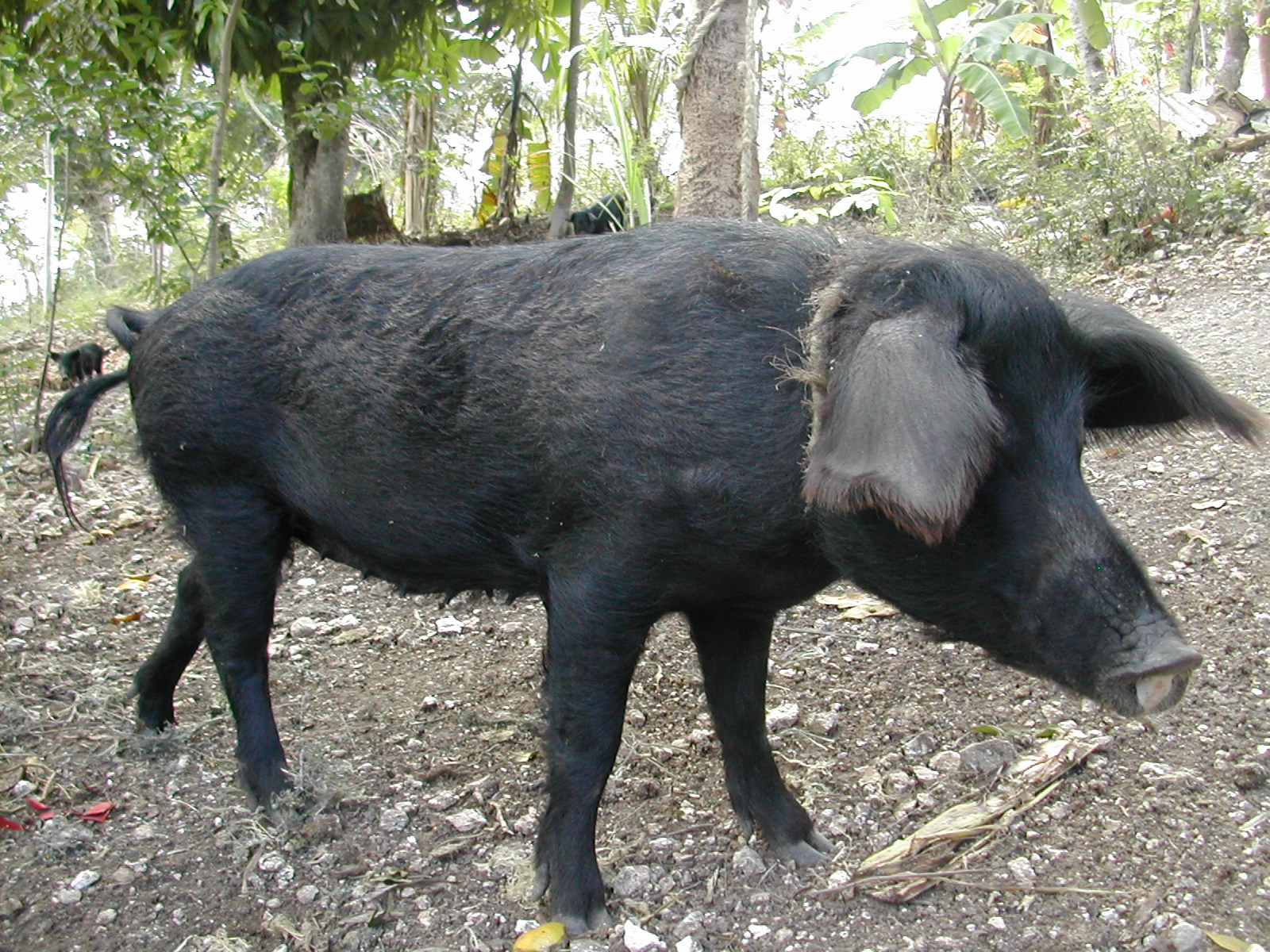

克里奧耳豬（Creole Pig），是加勒比海國家海地的土生豬，由西班牙人帶入。
克里奧爾豬很適應當地的環境，直到二十世纪八十年代前，牠們是農民家當一部分(出售支付學费，娉禮，農作物種子)，也是巫毒教儀式不可欠缺部分。
在20世紀80年代初爆發的非洲豬瘟襲擊鄰國多米尼加共和國。官員們擔心流感可能蔓延整個海地和美國，在那裡它可能摧毀豬肉行業。美國國際開發署，與海地政府機構領導了一場運動，消滅海地的土生豬，改養美國豬。在屠宰後的一年，整個海地的農村學校的入學水平大幅降低。
在海地農民社區，政府的消滅和复育計劃被強烈批評。農民抗議，政府不公平地補償他們的豬，從美國進口的豬難以適應當地環境。
近年來，海地和法國農學家培育出類似海地克里奧爾豬的新品種豬。正在進行重新努力來填充這些海地豬。

## 外部連結
- The story of the "peasant's piggy bank" — video narrated by Edwidge Danticat in RealAudio format.
- A Pig's Tale — a video by Anne Parisio and Leah Gordon in RealAudio format.
- Donate a Pig: Invest in Haiti's Future （页面存档备份，存于）
- Pig Eradication, Pro and Contra | The Dominion[永久]